# Facultad de Minas (Universidad Nacional de Colombia)
La Facultad de Minas o, como era llamada antes de ser anexada a la Universidad Nacional de Colombia, Escuela Nacional de Minas es una institución dedicada fundamentalmente a la enseñanza de la ingeniería en doce de sus ramas, destacándose así por ser la facultad con más programas de pregrado en ingeniería en Colombia, además de ser considerada la de mayor prestigio en el país. La Facultad pertenece a la Universidad Nacional de Colombia (UNAL) y junto con otras cuatro facultades, que son las de Arquitectura, Ciencias, Ciencias Agropecuarias y Ciencias Humanas y Económicas, constituye la sede Medellín de dicha Universidad.

## Historia

### Creación y primeros años
La ley 60 de 1886 creó dos escuelas de minería, una en Medellín y otra en Ibagué. En 1887 se suspendió la de Ibagué y quedó solo la de Medellín, la cual se llamó Escuela Nacional de Minas, y se formó como una institución independiente pero muy ligada en sus inicios a la Universidad de Antioquia (UdeA).
El primer rector de la Escuela Nacional de Minas fue Pedro Nel Ospina, quien no se posesionó pero sí elaboró con ayuda de su hermano Tulio Ospina los estatutos y reglamentos de la escuela, los cuales fueron una adaptación de los estatutos y reglamentos de la Escuela de Minas de California (Berkeley).
La Escuela Nacional de Minas se abrió el 11 de abril de 1887, dirigida por el vicerrector Luis Tisnés. Por dificultades con la dotación, la reglamentación y el escaso número de alumnos, se cerró a los tres meses. Fue reabierta un año después, el 2 de enero de 1888, bajo la rectoría de Tulio Ospina, dotada con muchos elementos de la Universidad de Antioquia, entregados por el gobernador Marceliano Vélez. 

La creación de la Escuela Nacional de Minas fue una secesión de la Escuela de Ingeniería de la Universidad de Antioquia; pero se creó como nacional para que el sostenimiento fuese posible con dineros de la Nación, pues todos los intentos anteriores de crear una escuela de esa clase en Antioquia habían fallado por falta de fondos.

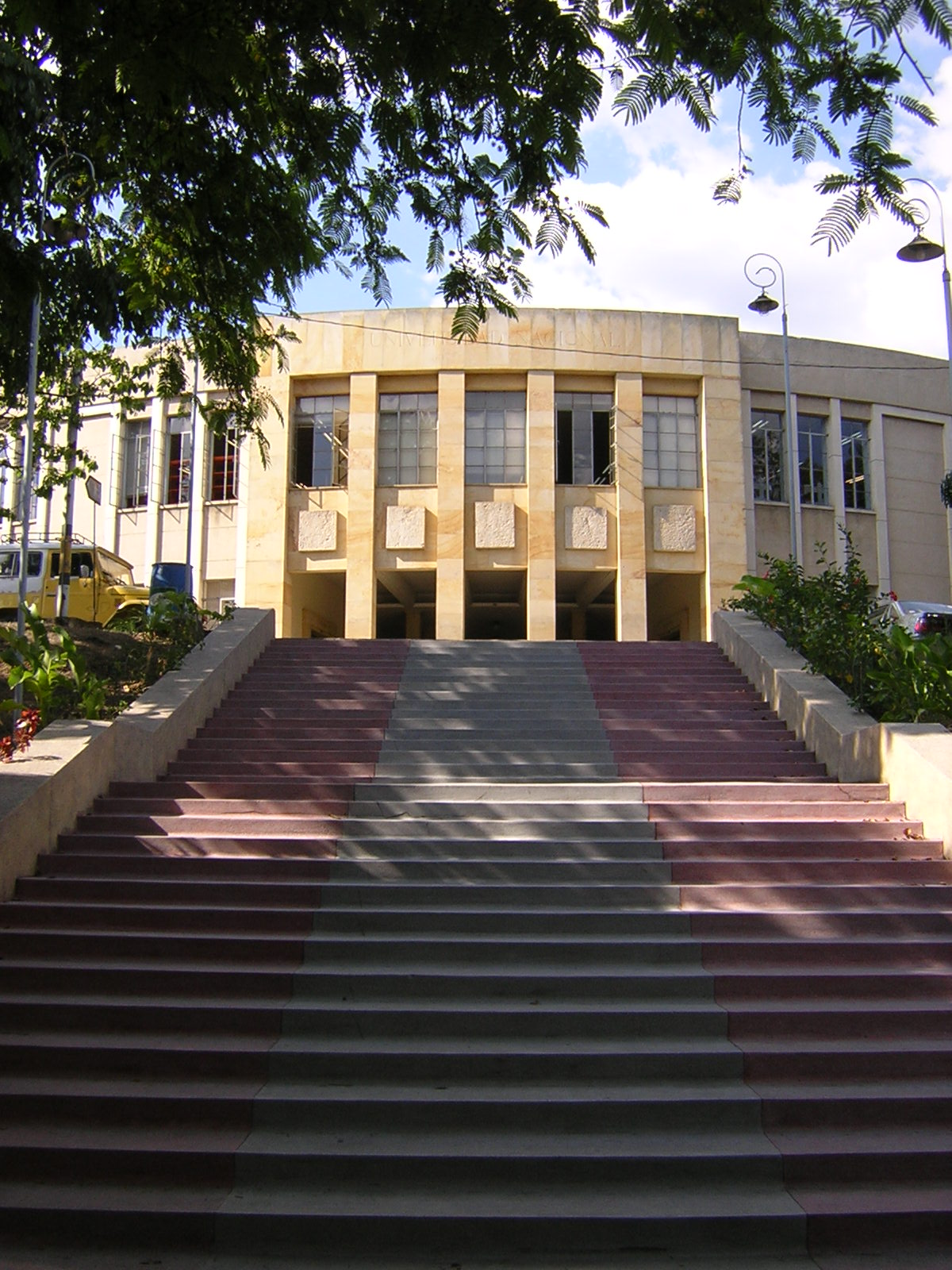
Bloque M5 diseñado por Pedro Nel Gómez.

Eduardo Zuleta Gaviria, fue rector de la Escuela Nacional de Minas de 1892 a 1895, y una vez cerrada esta por la falta de la ayuda nacional, fue Rector de la Universidad de Antioquia de 1896 a 1899, y se llevó consigo la Escuela, anexándola por cinco años a aquella.
Así, en 1895 la Universidad de Antioquia abrió la Escuela de Ingeniería, donde graduó varios estudiantes de la Escuela de Minas, y durante la Guerra de los Mil Días la Escuela estuvo cerrada. Después de esa guerra, la Escuela se reabrió en forma independientemente de la universidad, el 5 de abril de 1904, bajo la dirección de José María Escobar, pero en 1905 volvió a cerrarse. En 1906 la Escuela Nacional de Minas se reincorporó a la Universidad de Antioquia, porque Tulio Ospina, que era el Rector la anexó.

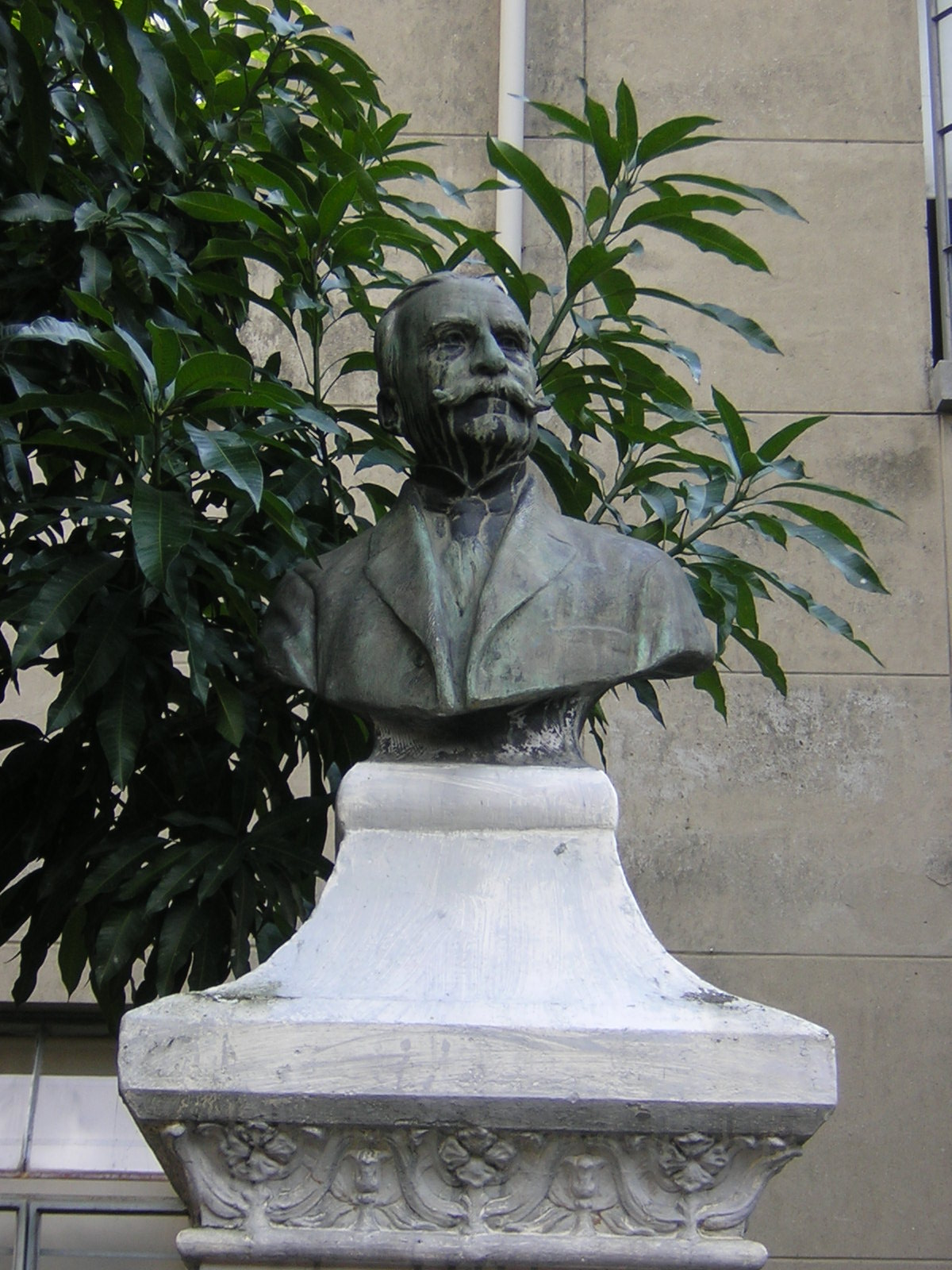
Busto del rector de la Universidad Nacional de Colombia entre 1904 y 1911, Tulio Ospina, ubicado en la Facultad de Minas.

En noviembre de 1908, Tulio Ospina como Rector, graduó a los primeros ingenieros de minas; fueron Luis Osorio, Pedro Rodríguez, Francisco Rodríguez y Alejandro López. En 1911, Tulio Ospina se retiró de la Universidad de Antioquia, llevándose consigo la Escuela Nacional de Minas, pasando a ser de nuevo una entidad independiente. Se la llevó con los laboratorios y los profesores, y con la mitad de la biblioteca.

### Anexión a la Universidad Nacional de Colombia
Cuando se comienza a expandir la Universidad Nacional de Colombia y aparece la Seccional Medellín, la Escuela Nacional de Minas es incorporada, convirtiéndose en la facultad fundadora por medio del Acuerdo N.º 131 de 1939 del Consejo Directivo de la Universidad, la escuela fue anexada a la universidad en 1940.
La Sede actual fue inaugurada el 19 de diciembre de 1944, en el marco del primer Congreso Nacional de Ingenieros. En 1947 el Maestro Pedro Nel Gómez inicia los murales de la Escuela Nacional de Minas y en 1949 comienza el mural “Homenaje al Hombre” en la cúpula del aula máxima de la Escuela, que concluirá en 1953.
Entre 1941 y 1950 se crean las carreras de ingeniería geológica y petróleos y arquitectura, la cual se separó de la facultad de Minas en 1954, en 1960 se crea la carrera de ingeniería administrativa, luego se crearon los programas de ingeniería industrial, ingeniería mecánica e ingeniería química y se separaron los programas de ingeniería geológica y petróleos en dos programas diferentes, en 1997 da inicio el programa ingeniería de control el cual hace parte de sus carreras más recientes, actualmente la Facultad de Minas Administra 12 programas de pregrado y 25 programas de posgrado.
Por muchos años, la Escuela sólo tuvo el programa para la formación de Ingenieros Civiles y de Minas. Más tarde, entre 1941 y 1950, diversas disposiciones dieron origen a que las carreras ofrecidas por la Facultad de Minas fuesen las de Ingeniería Civil, Ingeniería de Minas y Metalurgia, Ingeniería Geológica y Petróleos y Arquitectura; esta última se separó de la Facultad en 1954. Posteriormente se creó la carrera de Ingeniería Administrativa, en 1960. Más adelante se crearon los programas de Ingeniería Industrial, Ingeniería Mecánica e Ingeniería Química y se separó Geología y Petróleos en dos carreras diferentes. 
En 2010 se dio inicio al programa de Ingeniería Ambiental. Actualmente, la Facultad administra 12 programas de ingeniería. A nivel de posgrado la Facultad de Minas cuenta 24 programas de posgrado divididos en nueve especializaciones, diez maestrías y cinco doctorados en ingeniería en las diferentes áreas. Además, la Facultad de Minas cuenta con el Doctorado interinstitucional en Ciencias del Mar.
Durante su historia la Facultad de Minas ha recibido innumerables premios y condecoraciones de los gobiernos nacional, departamental y municipal. De otra parte, dos de los edificios principales de la Facultad, en su calidad de obra arquitectónica de Pedro Nel Gómez, son considerados Monumento Nacional desde 1994. Estos edificios, contienen valiosísimos murales y esculturas de este ingeniero, arquitecto y artista egresado de la institución.
La Facultad a lo largo de su existencia ha sido motor del desarrollo de la ciudad, del departamento y del país, a través de sus millares de egresados quienes han constituido la mayor parte del personal dirigente y técnico en las explotaciones mineras, las construcciones de distinto tipo, la infraestructura vial, los desarrollos hidroeléctricos, las obras de abastecimiento de agua, las obras sanitarias y la industria, así como en los planes de desarrollo físico, económico y social.

## Departamentos
El Departamento es la unidad que agrupa a los profesores de la institución, donde se conciben y programan las actividades propias de la profesión académica, como la docencia, la investigación y la extensión. LA Universidad Nacional cuenta con los siguientes ocho departamentos: Geociencias y Medio Ambiente, Departamento de Ingeniería Civil, Ingeniería de la Organización, Energía Eléctrica y Automática, Procesos y Energía, Ciencias de la Computación y de la Decisión, Materiales y Minerales e Ingeniería Mecánica.

## Institutos y Centros
La Universidad cuenta con el Instituto de Investigación en Ciencias de la Ingeniería de la Facultad de Minas y con el Centro de Desarrollo e Innovación en Ingeniería de la Facultad de Minas.

## Sede

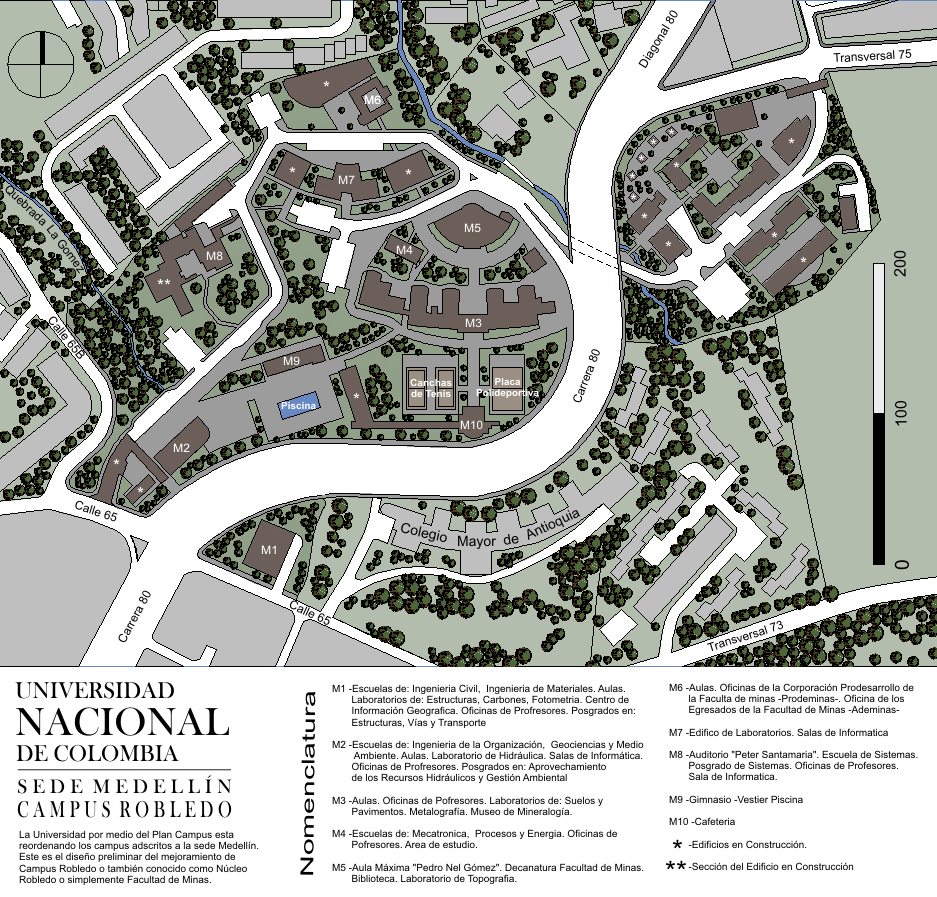
Campus Robledo, U.N. sede Medellín.

Las instalaciones físicas de la Facultad están distribuidas principalmente en el Campus Robledo, y cuenta con dos edificios en el Campus Central. El Campus Robledo, llamado también Núcleo Robledo, o más popularmente como Facultad de Minas, está ubicado al noroccidente de la ciudad de Medellín, en el barrio Robledo, está conformado por tres terrenos separados por la Carrera 80, la cual presenta un alto tráfico vehicular que dificulta la conexión peatonal entre los predios que configuran la estructura física de la Facultad de Minas, e Ingeominas, recientemente integrado a la Universidad Nacional. El Campus Robledo cuenta con un área de 71.376 m², es generoso en espacios abiertos, zonas peatonales y áreas verdes.

### Sitios de interés
- Museo de Geociencias. Cuenta con una exhibición de minerales, rocas, fósiles, mapas, equipos antiguos, entre otros, que dan cuenta de los períodos de desarrollo de las Ciencias de la Tierra en Colombia; cada uno de los momentos de construcción del Museo se relaciona con los procesos de consolidación del conocimiento geológico en el país.[6]

- Murales de la Facultad de Minas. Obra realizada por el Maestro Pedro Nel Gómez, uno de los principales muralistas de Latinoamérica.

- Las edificaciones Aula Máxima (bloque M5) y el Bloque M3 diseñados por el Maestro Pedro Nel Gómez. Declarados Monumentos Nacionales en 1994.

## Dirección
La dirección de la Facultad le corresponde al Consejo Directivo y al Decano. Colaboradores inmediatos del Decano son el Vicedecano, el Secretario y el Asistente Administrativo. A nivel de sede de la Universidad Nacional en Medellín, la administración está presidida por el Vicerrector y el Consejo de Decanos. A escala nacional, las más altas autoridades son el Rector, el Consejo Superior Universitario y el Consejo Académico, constituido este último por los decanos de las cuatro sedes de la Universidad, que son las de Bogotá, Medellín, Manizales y Palmira y los de las tres sedes de presencia nacional que son las de Amazonía, Orinoquía y Caribe.